# Радијевићи (Нова Варош)
Радијевићи су насеље у Србији у општини Нова Варош у Златиборском округу. Према попису из 2022. било је 104 становника.
У селу се налази Црква брвнара у Радијевићима, споменик културе. Црква је обновљена 2013. године.

## Демографија
У насељу Радијевићи живи 156 пунолетних становника, а просечна старост становништва износи 53,4 година (50,7 код мушкараца и 56,0 код жена). У насељу има 66 домаћинстава, а просечан број чланова по домаћинству је 2,56.
Ово насеље је великим делом насељено Србима (према попису из 2002. године), а у последња три пописа, примећен је пад у броју становника.
|  |

| Демографија | Демографија | Демографија |
| Година      | Становника  | Становника  |
| ----------- | ----------- | ----------- |
| 1948.       | 370         |             |
| 1953.       | 400         |             |
| 1961.       | 383         |             |
| 1971.       | 386         |             |
| 1981.       | 283         |             |
| 1991.       | 208         | 207         |
| 2002.       | 169         | 175         |

| Етнички састав према попису из 2002.‍ | Етнички састав према попису из 2002.‍ | Етнички састав према попису из 2002.‍ | Етнички састав према попису из 2002.‍ | Етнички састав према попису из 2002.‍ |
| ------------------------------------ | ------------------------------------ | ------------------------------------ | ------------------------------------ | ------------------------------------ |
|                                      |                                      |                                      |                                      |                                      |
| Срби                                 | Срби                                 |                                      | 168                                  | 99,40%                               |
| Црногорци                            | Црногорци                            |                                      | 1                                    | 0,59%                                |
| непознато                            | непознато                            |                                      | 0                                    | 0,0%                                 |

| Година пописа     | 1948. | 1953. | 1961. | 1971. | 1981. | 1991. | 2002. |
| ----------------- | ----- | ----- | ----- | ----- | ----- | ----- | ----- |
| Број домаћинстава | 54    | 60    | 61    | 75    | 74    | 73    | 66    |

| Број чланова      | 1  | 2  | 3 | 4 | 5 | 6 | 7 | 8 | 9 | 10 и више | Просек |
| ----------------- | -- | -- | - | - | - | - | - | - | - | --------- | ------ |
| Број домаћинстава | 21 | 20 | 9 | 6 | 5 | 3 | 2 | 0 | 0 | 0         | 2,56   |

| Пол    | Укупно | Неожењен/Неудата | Ожењен/Удата | Удовац/Удовица | Разведен/Разведена | Непознато |
| ------ | ------ | ---------------- | ------------ | -------------- | ------------------ | --------- |
| Мушки  | 77     | 21               | 47           | 9              | 0                  | 0         |
| Женски | 81     | 18               | 47           | 16             | 0                  | 0         |
| УКУПНО | 158    | 39               | 94           | 25             | 0                  | 0         |

| Пол    | Укупно                    | Пољопривреда, лов и шумарство | Рибарство                            | Вађење руде и камена | Прерађивачка индустрија       |
| ------ | ------------------------- | ----------------------------- | ------------------------------------ | -------------------- | ----------------------------- |
| Мушки  | 19                        | 14                            | 0                                    | 0                    | 2                             |
| Женски | 12                        | 7                             | 0                                    | 0                    | 3                             |
| УКУПНО | 31                        | 21                            | 0                                    | 0                    | 5                             |
| Пол    | Производња и снабдевање   | Грађевинарство                | Трговина                             | Хотели и ресторани   | Саобраћај, складиштење и везе |
| Мушки  | 0                         | 0                             | 0                                    | 0                    | 0                             |
| Женски | 0                         | 0                             | 1                                    | 0                    | 0                             |
| УКУПНО | 0                         | 0                             | 1                                    | 0                    | 0                             |
| Пол    | Финансијско посредовање   | Некретнине                    | Државна управа и одбрана             | Образовање           | Здравствени и социјални рад   |
| Мушки  | 0                         | 0                             | 1                                    | 2                    | 0                             |
| Женски | 1                         | 0                             | 0                                    | 0                    | 0                             |
| УКУПНО | 1                         | 0                             | 1                                    | 2                    | 0                             |
| Пол    | Остале услужне активности | Приватна домаћинства          | Екстериторијалне организације и тела | Непознато            | Непознато                     |
| Мушки  | 0                         | 0                             | 0                                    | 0                    | 0                             |
| Женски | 0                         | 0                             | 0                                    | 0                    | 0                             |
| УКУПНО | 0                         | 0                             | 0                                    | 0                    | 0                             |